# Шевченко Михайло Микитович
Миха́йло Мики́тович Шевче́нко (13 листопада 1905 — 9 вересня 1983) — радянський військовик, учасник Другої світової війни, командир 1081-го стрілецького Червонопрапорного ордена Кутузова полку 312-ї стрілецької Смоленської Червонопрапорної орденів Суворова і Кутузова дивізії, підполковник. Герой Радянського Союзу (1945).

## Біографія
Народився 13 листопада 1905 року в місті Луганську в родині службовця. Українець. Член ВКП(б) з 1939 року.
Дитячі роки провів у селі Андріяшівка Роменського району Сумської області, закінчив семирічну школу в Глинську. Працював вантажником на залізниці.
У 1925 році добровільно вступив до лав РСЧА. У 1928 році закінчив Харківську школу червоних старшин. До 1937 року проходив військову службу в стрілецьких підрозділах 25-ї Чапаєвської дивізії, пройшов шлях від командира взводу до начальника штабу батальйону.
У 1939 році закінчив Військову академію імені М. В. Фрунзе. По закінченні академії обіймав посаду начальника розвідувального відділу штабу корпусу в Київському ОВО, був військовим радником у Китаї. Брав участь у приєднанні Західної України до УРСР.
Учасник німецько-радянської війни з жовтня 1943 року. Був командиром 1081-го стрілецького полку 312-ї стрілецької дивізії на Західному, Білоруському та 1-му Білоруському фронтах.
По закінченні війни продовжив війському службу. Викладав на кафедрі загальновійськової тактики Військово-повітряної академії імені М. Є. Жуковського.
У 1955 році полковник М. М. Шевченко вийшов у запас.
Мешкав у Москві, де й помер 9 вересня 1983 року. Похований на Головинському цвинтарі.

## Нагороди
Указом Президії Верховної Ради СРСР від 24 березня 1945 року за зразкове виконання бойових завдань командування на фронті боротьби з німецько-фашистськими загарбниками та виявлені при цьому відвагу і героїзм, підполковникові Шевченку Михайлу Микитовичу присвоєне звання Героя Радянського Союзу з врученням ордена Леніна і медалі «Золота Зірка» (№ 5785).
Нагороджений двома орденами Леніна (24.03.1945, 15.11.1950), чотирма орденами Червоного Прапора (27.12.1943, 01.06.1945, 05.11.1946, 30.12.1956), орденами Суворова 3-го ступеня (25.08.1944), Олександра Невського (03.10.1944), Червоної Зірки (03.11.1944) і медалями.